# Новогоренське сільське поселення
Нового́ренське сільське поселення (рос. Новогоренское сельское поселение) — сільське поселення у складі Колпашевського району Томської області Росії.
Адміністративний центр — присілок Новогорне.
Населення сільського поселення становить 446 осіб (2019; 561 у 2010, 678 у 2002).
Станом на 2002 рік присілки Клюквинка, Новогорне, Петропавловка та селище Усть-Чая перебували у складі Чажемтовської сільської ради.

## Склад
До складу сільського поселення входять:
| Населений пункт         | Населення, осіб (2002) | Населення, осіб (2010) |
| ----------------------- | ---------------------- | ---------------------- |
| Клюквинка, присілок     | 0                      | -                      |
| Новогорне, присілок     | 510                    | 458                    |
| Петропавловка, присілок | 0                      | -                      |
| Усть-Чая, присілок      | 168                    | 103                    |